# Campagne de la dynastie Qin contre les tribus Yue
La campagne de la dynastie Qin contre les tribus Yue désigne une campagne militaire menée en 214 av. J.-C. par la dynastie Qin contre le peuple Yue (越, yuè, (Việt en vietnamien) à l'origine du mot Yuenan 越南 en chinois ou Viêt Nam en vietnamien) ou encore Baiyue (百越, bǎiyuè, signifiant 100 tribus yue), afin de conquérir les territoires correspondant aujourd'hui au sud de la Chine et au nord du Vietnam.
Le commerce est alors une source importante de richesses pour les tribus Yue qui vivent le long de la Chine côtière, au sud du fleuve Yangtsé. C'est cette prospérité qui attire l'attention de l'empereur Qin Shi Huang et l'incite à entreprendre une série de campagnes militaires pour conquérir cette région. L'empereur est attiré par son climat tempéré, ses champs fertiles, ses routes commerciales maritimes, sa sécurité relative par rapport aux raids des peuples nomades de l'Ouest et du Nord-Ouest, sa richesse et l'accès aux produits tropicaux de luxe venant d'Asie du Sud-Est. Tout ceci cumulé l'incite à envoyer une armée à conquérir les royaumes Yue,. L'empereur lance des expéditions militaires contre la région entre 221 et 214 av. j.-c,,, et ce n'est qu’après cinq campagnes militaires successives qu'il réussit finalement à vaincre les Yue en 214 av. j.-c.

## Situation avant le début de la campagne
Après que Qin Shi Huang ait vaincu l'état de Chu en 223 av. j.-c., la nouvelle dynastie Qin entreprend en 221 av. j.-c. de sécuriser ses frontières nord, en envoyant une armée forte de 300 000 hommes attaquer les tribus xiongnu. Mais cela ne représente qu'une partie de l'armée des Qin dont le gros des troupes est utilisé dans le cadre d'une campagne militaire contre les Baiyue de Lingnan,,,, pour conquérir leur territoire, qui correspond à ce qui est maintenant la Chine méridionale et le nord du Vietnam. À cette époque, le sud de la Chine est connu pour ses terres fertiles et sa production de défenses d'éléphant et de jade,,,,,. De plus, avant le début des guerres d'unification qui ont conduit à la fondation de la dynastie Qin, les Baiyue avaient pris possession de la plus grande partie du Sichuan, une région située au centre-ouest de la Chine.
L'empereur envoie une armée de cinq cent mille hommes vers le sud, répartie en cinq colonnes, dans le but de conquérir et annexer les territoires Yue au profit de l'Empire Qin,,,. Très vite les Ouyue du sud du Zhejiang et les Minyue de la province de Fujian deviennent des vassaux des Qin. Après ces premières réussites, la campagne militaire proprement dite peut commencer.

## Déroulement de la campagne

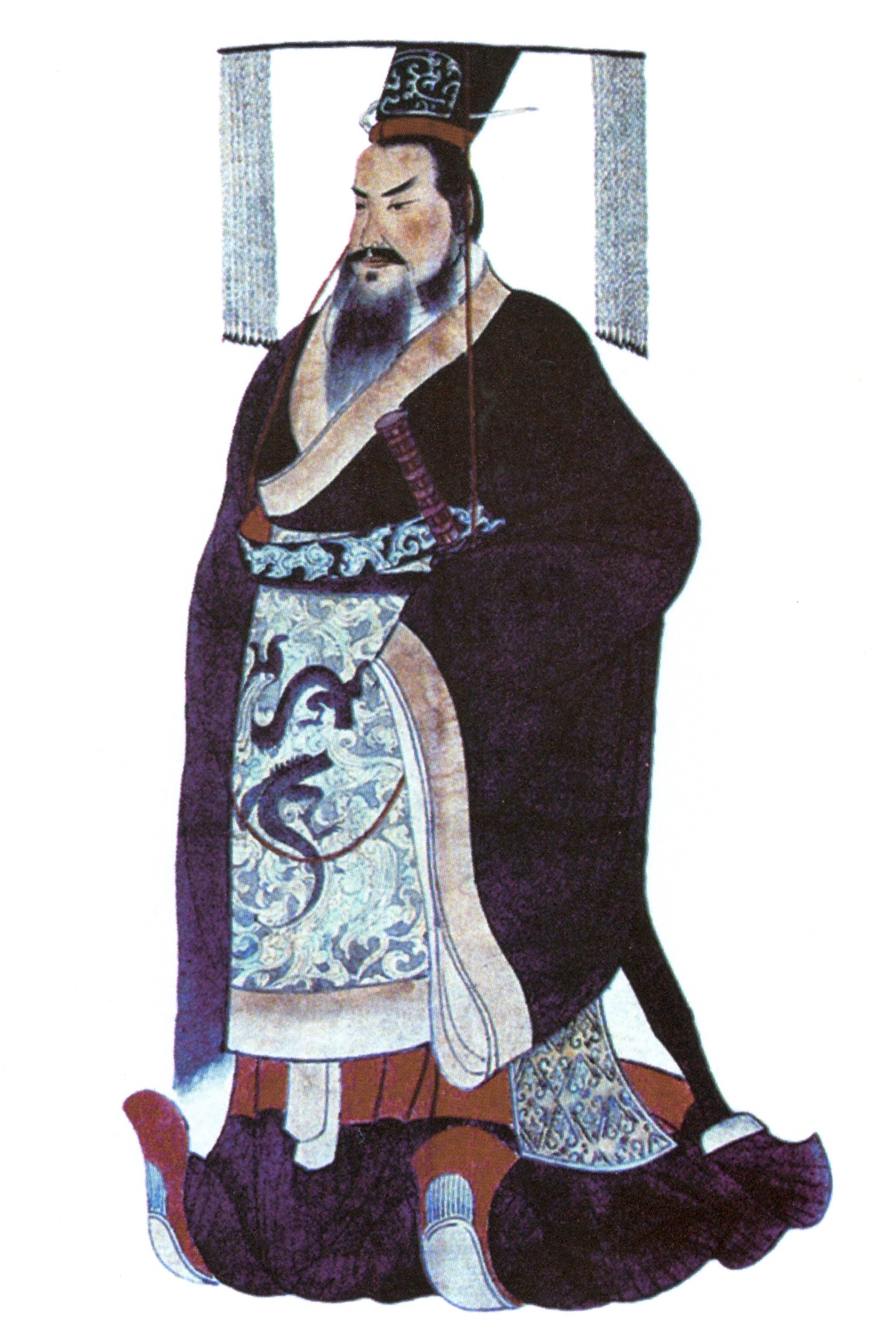
L'empereur Qin Shi Huang, fondateur de la dynastie Qin et organisateur de la campagne contre les tribus Yue.

Au début, l'armée Qin n'est pas familiarisée avec la jungle et le combat sur ce type de terrain. Elle rencontre une vive résistance de la part des Nanyue dans les régions correspondant actuellement au Guangdong et au Guangxi. Les Qin sont vaincus par les tribus du sud et leurs tactiques de guérilla et perd plus de 100 000 hommes lors des combats,,,. Malgré ces premiers revers, le gouvernement central parie sur la victoire finale et commence à promouvoir une série de politiques visant à l'assimilation des tribus Yue par leur sinisation
Mais la situation change lorsque les Qin réussissent à construire le canal Lingqu, qui facilite les transports vers le sud de la Chine. Ils l'utilisent pour envoyer des renforts massifs aux troupes déjà présentes sur place, ainsi que du ravitaillement, ce qui leur permet de lancer une deuxième attaque vers les terres des tribus Baiyue. Ce nouveau canal relie le cours supérieur de la rivière Xiang, qui se trouve dans le bassin du Yangzi, avec la rivière Li, qui coule dans le bassin de la rivière Ouest. Au-delà de l'aspect militaire propre à cette expédition, la dynastie Qin multiplie la construction de canaux allant vers la côte méridionale, afin de tirer profit du commerce maritime international venant de Nanhai et de l'océan Indien. Nanhai est un point stratégique pour les Qin, car il fournit une ouverture exceptionnelle sur le commerce maritime avec l'Asie du Sud-Est, le sous-continent indien, le Proche-Orient, et le bassin Méditerranéen. Mais dans l'immédiat, le canal facilite surtout la logistique des armées lancée dans la conquête du sud,.
Grâce à leur armement et à leur organisation militaire supérieure, les troupes des Qin remportent victoire sur victoire contre les tribus Yue, et conquièrent les terres côtières situées autour de Guangzhou, ainsi que les régions de Fuzhou et Guilin. Les territoires annexés sont répartis entre les trois nouvelles commanderies de l'Empire Qin: Nanhai, Guilin et Xiang,.

## Conséquences
À cette époque, le Guangdong est une région subtropicale recouverte de forêts, de jungles et de marécages peuplés d'éléphants et de crocodiles. Depuis bien longtemps, cette région, ainsi que le nord de l'actuel Viet-Nam, étaient vus par les Chinois comme une région de "barbares", car peuplée de nombreuses minorités non chinoises,,.
Dès la fin de la guerre contre les Yue, Qin Shi Huang commence ses efforts pour siniser les habitants de la région. Un demi-million de personnes, principalement des civils et des criminels condamnés,,,,,,, sont déplacées du nord de la Chine vers le sud pour faciliter la colonisation du pays et l'assimilation des tribus Yue. Divisé en quatre commanderies, chacune ayant son propre gouverneur et sa garnison militaire, ces territoires côtiers deviennent le centre de l'activité maritime et du commerce extérieur chinois. Diverses communautés agricoles sont créées et utilisées comme avant-postes coloniaux. En plus de promouvoir l'immigration, Qin Shi Huang impose l'utilisation du chinois comme nouvelle langue parlée et écrite, pour remplacer le proto-Yue, en usage dans la région avant l'invasion. Mais malgré la victoire de l'empereur Shi Huang contre les royaumes Yue, la domination chinoise est brève et l'effondrement de la dynastie Qin, due à la multiplication des révoltes contre le régime de l'empereur Qin Er Shi, permet aux tribus Yue de retrouver leur indépendance.
Profitant du chaos provoqué par la chute de la dynastie, le général Zhao Tuo (vietnamien : Triệu Đà) prend le contrôle du Guangzhou et étend son territoire au sud de la rivière Rouge, reprenant ainsi à son compte l'objectif de la dynastie Qin : sécuriser les ports maritimes, si importants pour le commerce. Dans sa marche vers le sud, Zhao Tuo atteint la citadelle de Cổ Loa, la capitale de l'État de l'Âu Lạc, qui se situe à 16 km au nord-est du centre de l'actuelle ville de Hanoï. Là, il bat An Dương Vương, annexe ses territoires et fonde le royaume de Nanyue en 208 av. j.-c,. Après sa victoire et reprenant à son compte le système administratif Qin, Zhao Tuo divise Au Lac en deux commanderies : Jiaozhi (vietnamien : Giao Chỉ) et Jiuzhen (en) (vietnamien : Cửu Chân),. Zhao Tuo ouvre le Guangxi et le sud de la Chine à l'immigration de centaines de milliers de Chinois, qui fuient les troubles consécutifs aux deux guerres civiles successives qui ravagent le nord. Il établit sa capitale à Panyu, ce qui correspond actuellement à la ville de Guangzhou et divise son nouvel empire en sept commanderies, en incluant celles fondées en 208, qui sont administrées par un savant mélange de seigneurs d'origine chinoise et d'autres d'origine Yue. À son apogée, le royaume de Nanyue est le plus puissant des États Yue, Zhao Tuo se déclarant empereur et recevant l'allégeance des rois voisins.
Après la mort de son fondateur, le royaume perd graduellement de sa puissance, allant même jusqu'à demander de l'aide à son puissant voisin chinois pour repousser une invasion lancée par un de ses ex-vassaux. Finalement, le Nanyue disparaît en 111 av. J.-C., lorsque l'empereur chinois Han Wudi, de la dynastie Han, lance une expédition pour annexer le royaume. Cinq armées commandées par les généraux Lu Bode et Yang Pu marchent sur Panyu, et sont accueillies par deux légats de Nanyue à la frontière de Giao Chi. Ces deux hommes offrent la reddition du royaume et l'acceptation de son annexion par la dynastie Han et fournissent à l'armée d'invasion 100 bovins ainsi que 1000 mesures de vin. Cet acte marque la fin officielle du royaume de Nanyue,.